# Dragonja vas
Dragonja vas (in tedesco Drasendorf) è un paese della Slovenia, frazione del comune di Kidričevo.
Durante il dominio asburgico Dragonja vas fu comune autonomo.

## Corsi d'acqua
Reka, Prekop Kamenšnica, Glina, Polskava